# Birjusa
Birjusa, Ona nebo Velká Birjusa (rusky Бирюса, Она nebo  Большая Бирюса) je řeka v Irkutské oblasti a v Krasnojarském kraji v Rusku. Je dlouhá 1 012 km. Povodí řeky má rozlohu 55 800 km².

## Průběh toku
Pramení na Džuglymském hřbetu v pohoří Východní Sajany. Na středním a dolním toku protéká Středosibiřskou pahorkatinou. V jejím povodí se nachází přibližně 300 jezer o celkové rozloze 14,3 km². Po soutoku s Čunou vytváří řeku Tasejevu v povodí Jeniseje.

### Přítoky
- zleva – Tagul, Tumanšet, Pojma
- zprava – Malá Birjusa, Toporok

## Vodní režim
Zdrojem vody jsou dešťové a sněhové srážky, které představují 80% ročního odtoku z povodí řeky. Zamrzá v říjnu až v listopadu a rozmrzá na konci dubna až na začátku května.

## Využití
Řeka je splavná pro vodáky. Leží na ní město Birjusinsk.